# Sorcaquetani
Sorcaquetani Begui (em mongol médio: ᠰᠣᠷᠬᠠᠭᠲᠠᠨᠢ ᠪᠡᠬᠢ; em mongol: Соркактани; romaniz.: Sorkaktani ou Sorqaqtani), chamada em fontes franciscanas de Serectã ou Seroctã (em latim: Serectan; Seroctan), foi uma nobre mongol do século XIII.

## Vida
Sorcaquetani nasceu em data incerta e era filha de Jaca Gambu, irmão mais novo de Tugril. Em 1203, quando Temujim (r. 1206–1227) conquistou o Canato Queraíta, foi dada a seu filho de dez anos Tolui como esposa e da união nasceram Mangu (1209), Cublai (1215), Hulagu (1217) e Arigue. Quando Tolui faleceu em 1232, seu irmão Oguedai Cã (r. 1229–1241) fez da viúva a chefe do ulus (apanágio) do falecido. Foi nessa posição que os cronistas Ata Maleque Juveini e Raxidadim de Hamadã descreveriam-na como exemplo de mulher de prudência e sabedoria. O apanágio de Tolui englobava a maior parte dos territórios mongóis no norte da China e planalto Iraniano. O franciscano João de Plano Carpini, em visita à corte mongol em 1246, afirmou que era a mulher mongol mais famosa depois de Toreguene e a nobre mais poderosa depois de Batu Cã.
Embora durante toda sua vida uma nestoriana da Igreja do Oriente, financiou a construção duma madraça (escola islâmica) em Bucara e doou esmolas a cristãos e muçulmanos. Teve papel central na formação de seus filhos e sempre agiu em nome deles, embora evitou quaisquer movimentos no reinado de Guiuque Cã (r. 1246–1248) que pudessem ser entendidos como partidários. Em 1248, quando o grão-cã transferiu sua corte ao oeste, Sorcaquetani notificou Batu de que o grão-cã estava marchando para atacá-lo, o que ajudou a cimentar a aliança entre seus filhos e Batu contra os herdeiros de Oguedai. Com a morte súbita de Guiuque, enviou seu filho Mangu ao curiltai (assembleia) convocado por Batu, onde foi escolhido como próximo grão-cã. Nos anos seguintes, esteve ativa ajudando Mangu a consolidar seu poder. Em fevereiro ou março de 1252, adoeceu e morreu.